# Whinmoor
Whinmoor är en stadsdel i östra Leeds, England, Storbritannien med omkring 19 000 invånare, i huvudsak vit arbetarklass.

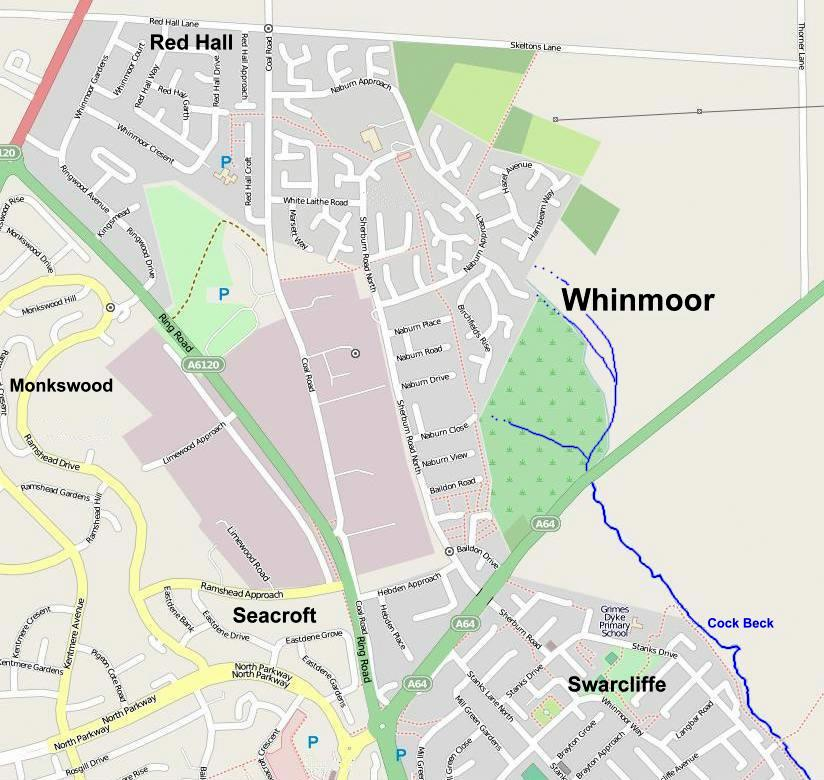
Whinmoor

## Historia
I november 655 utkämpades slaget vid Winwaed i området och Oswiu av Bernicias armé besegrade kung  Penda av Mercias armé. Under det första engelska inbördeskriget utkämpades slaget vid Seacroft Moor den 20 mars 1643 i närheten, man vet dock inte exakt var det var.